# Abbasso mio marito
Abbasso mio marito (Dear Wife) è un film del 1949 diretto da Richard Haydn.
Si tratta del séguito di 60 lettere d'amore ed è seguìto da A.A. criminale cercasi.

## Distribuzione
Il film è stato distribuito negli USA il 15 novembre 1949.